# Belrupt-en-Verdunois
Pour l’article homonyme, voir Belrupt.
Belrupt-en-Verdunois est une commune française située dans le département de la Meuse, en région Grand Est. Le nom de cette commune se prononce « béru », voire localement « bééru » (avec forte accentuation et allongement de la première syllabe).

## Géographie

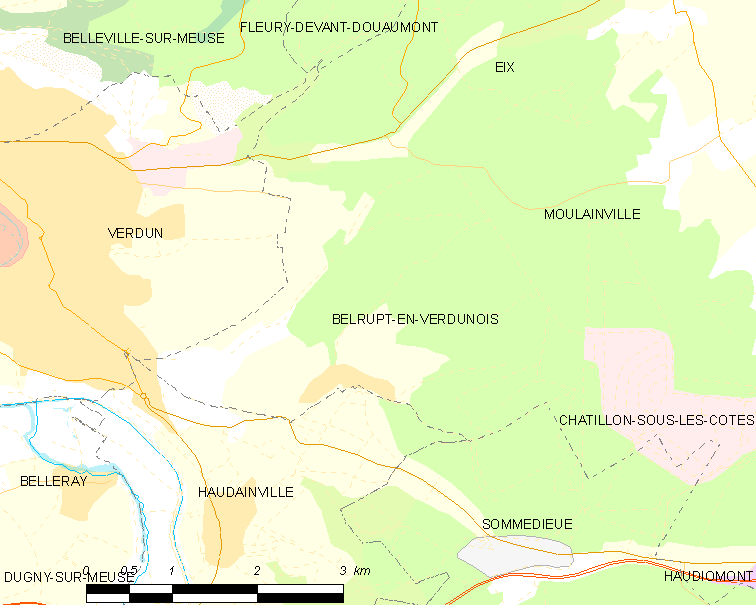
Carte de la commune.
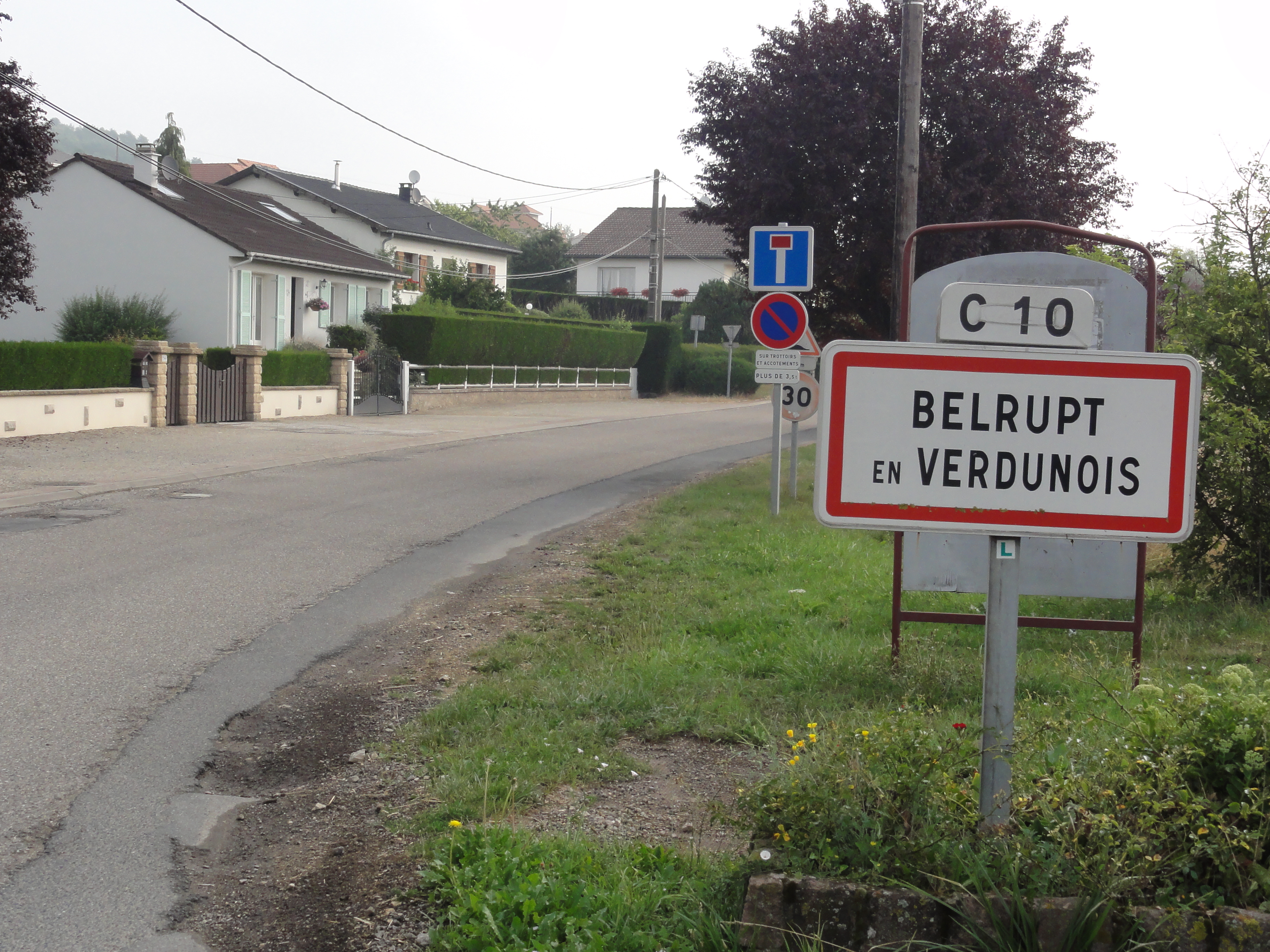
Entrée de Belrupt-en-Verdunois.

| Verdun       | Moulainville         | Moulainville |
| Haudainville | Belrupt-en-Verdunois | Moulainville |
| Haudainville | Haudainville         | Sommedieue   |

### Hydrographie
La commune est traversée par la ligne de partage des eaux entre les bassins versants du Rhin et de la Meuse au sein du bassin Rhin-Meuse. Elle est drainée par le ruisseau de Belrupt,.

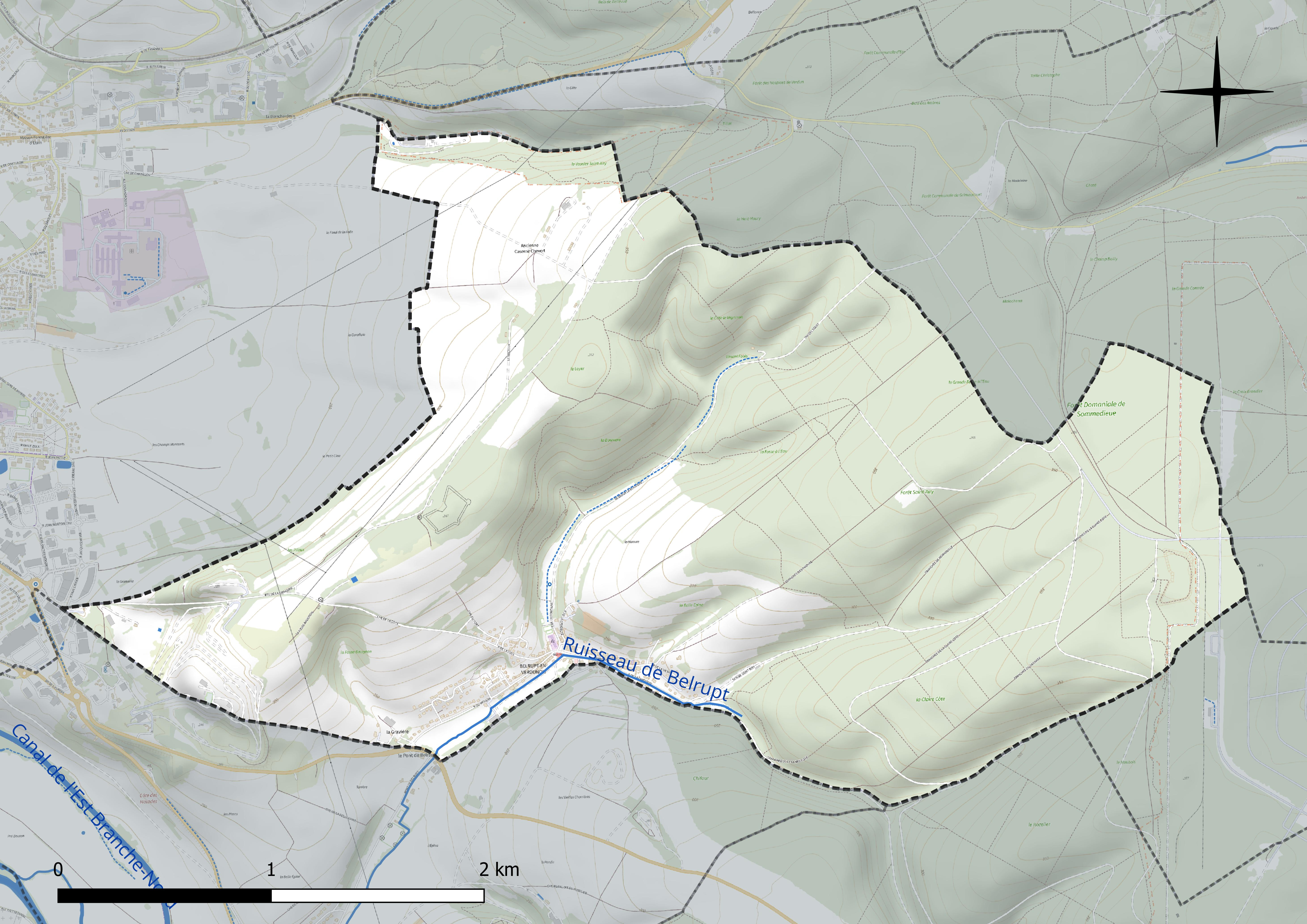
Réseau hydrographique de Belrupt-en-Verdunois.

### Climat
Pour des articles plus généraux, voir Climat du Grand Est et Climat de la Meuse.
En 2010, le climat de la commune est de type climat de montagne, selon une étude du Centre national de la recherche scientifique s'appuyant sur une série de données couvrant la période 1971-2000. En 2020, Météo-France publie une typologie des climats de la France métropolitaine dans laquelle la commune est exposée à un climat océanique altéré et est dans la région climatique  Lorraine, plateau de Langres, Morvan, caractérisée par un hiver rude (1,5 °C), des vents modérés et des brouillards fréquents en automne et hiver. 
Pour la période 1971-2000, la température annuelle moyenne est de 9,6 °C, avec une amplitude thermique annuelle de 16 °C. Le cumul annuel moyen de précipitations est de 996 mm, avec 14,2 jours de précipitations en janvier et 9,5 jours en juillet. Pour la période 1991-2020, la température moyenne annuelle observée sur la station météorologique de Météo-France la plus proche, « Bonzée_sapc », sur la commune de Bonzée à 12 km à vol d'oiseau, est de 10,6 °C et le cumul annuel moyen de précipitations est de 783,7 mm. 
La température maximale relevée sur cette station est de 40,6 °C, atteinte le 24 juillet 2019 ; la température minimale est de −17,3 °C, atteinte le 7 février 2012,,. 
Les paramètres climatiques de la commune ont été estimés pour le milieu du siècle (2041-2070) selon différents scénarios d'émission de gaz à effet de serre à partir des nouvelles projections climatiques de référence DRIAS-2020. Ils sont consultables sur un site dédié publié par Météo-France en novembre 2022.

## Urbanisme

### Typologie
Au 1er janvier 2024, Belrupt-en-Verdunois est catégorisée commune rurale à habitat dispersé, selon la nouvelle grille communale de densité à sept niveaux définie par l'Insee en 2022.
Elle est située hors unité urbaine. Par ailleurs la commune fait partie de l'aire d'attraction de Verdun, dont elle est une commune de la couronne,. Cette aire, qui regroupe 103 communes, est catégorisée dans les aires de moins de 50 000 habitants,.

### Occupation des sols
L'occupation des sols de la commune, telle qu'elle ressort de la base de données européenne d’occupation biophysique des sols Corine Land Cover (CLC), est marquée par l'importance des forêts et milieux semi-naturels (62,1 % en 2018), une proportion sensiblement équivalente à celle de 1990 (62,3 %). La répartition détaillée en 2018 est la suivante : 
forêts (62,1 %), terres arables (24,1 %), prairies (4,7 %), zones urbanisées (3,7 %), mines, décharges et chantiers (3,6 %), zones industrielles ou commerciales et réseaux de communication (1,8 %). L'évolution de l’occupation des sols de la commune et de ses infrastructures peut être observée sur les différentes représentations cartographiques du territoire : la carte de Cassini (XVIIIe siècle), la carte d'état-major (1820-1866) et les cartes ou photos aériennes de l'IGN pour la période actuelle (1950 à aujourd'hui).

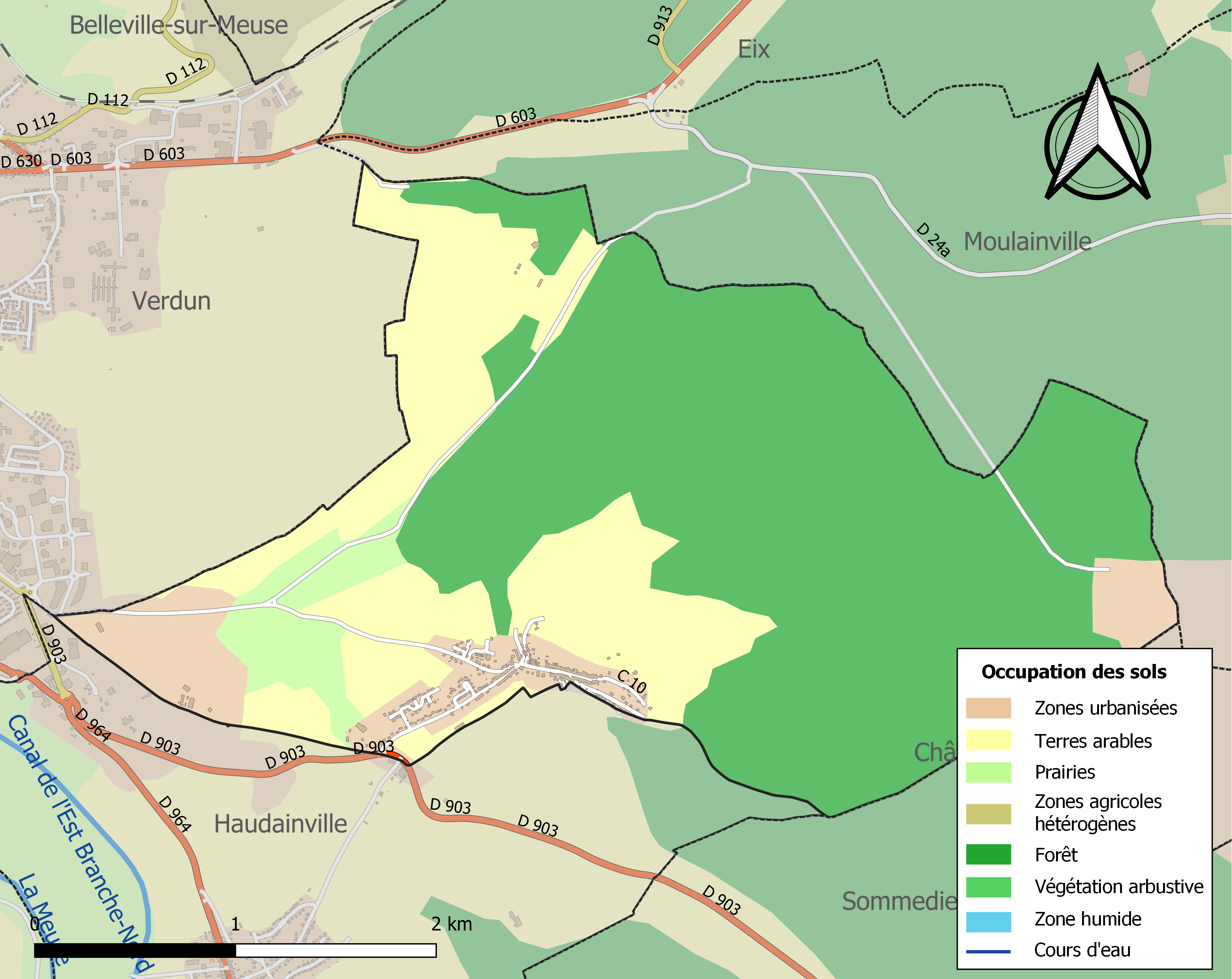
Carte des infrastructures et de l'occupation des sols de la commune en 2018 (CLC).

## Toponymie
Le nom de la localité est attesté sous les formes Belrui (1269) ; Au ruix de Belruix (1498) ; Belru (1642) ; Berup (1700) ; Belrup, Bellus-Rivus (1738).

L’appellatif toponymique et hydronymique Rupt ou –rupt  désigne à l'origine un cours d'eau, un ru ou un ruisseau. De l'oil bel et rui (« ru »), « beau ruisseau ». Le village est sur le ruisseau le Belrupt.

Le Verdunois ou « Pays verdunois », est la région de Verdun dans le département français de la Meuse.

## Histoire

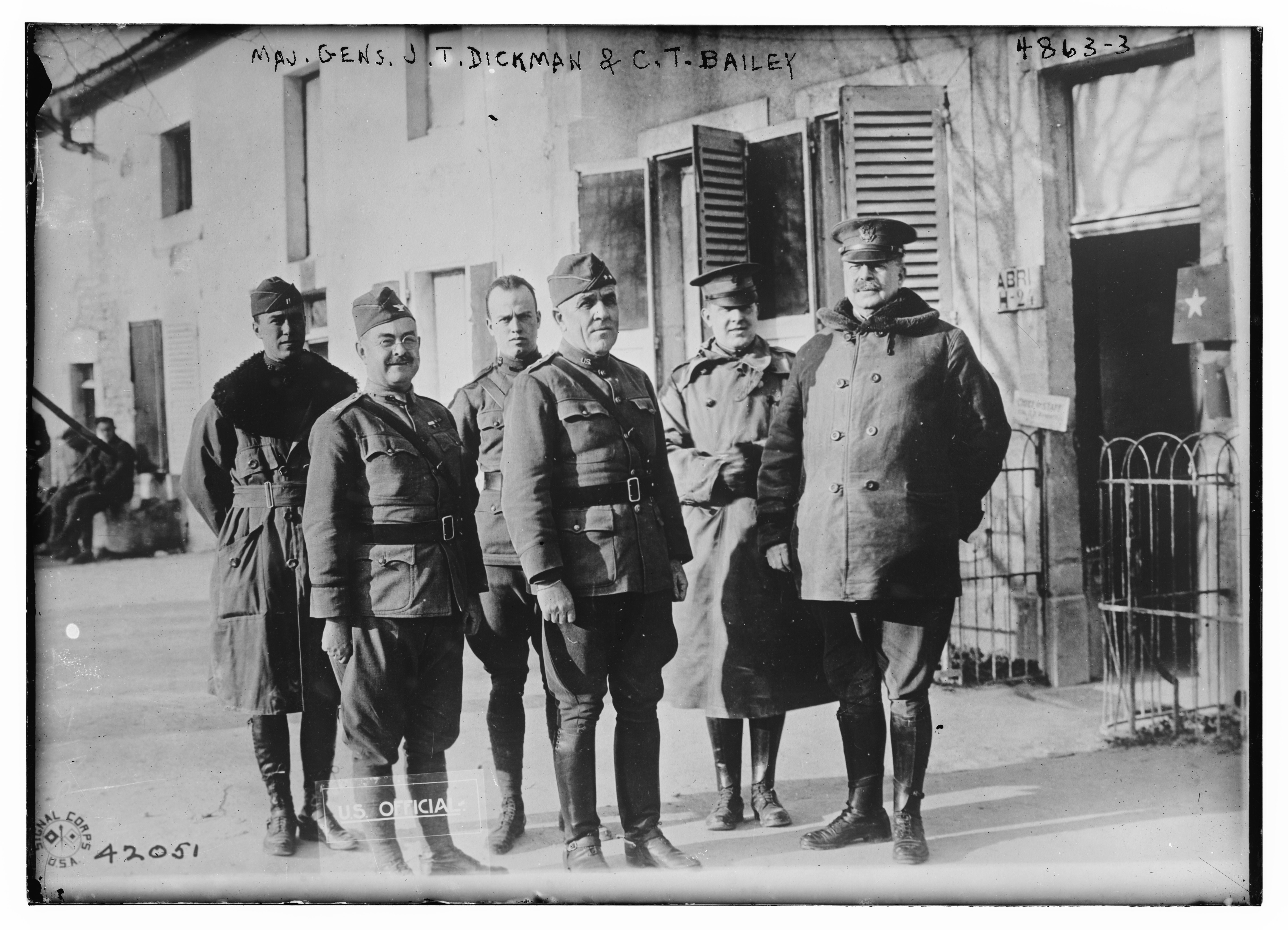
Les généraux américains Joseph Theodore Dickman, Roberts et Bailey de la 81e division d'infanterie (États-Unis) en 1918 à Belrupt.

Durant la Première Guerre mondiale, en janvier 1915, la commune se situe proche de la ligne de front, en troisième ligne. 'Un ruisseau coule au bord de la chaussée, il y a un château où loge les commandants. Il y a un débit où nous allons boire et fumer, chez Estelle qui vend du tabac et chez Virginie qui vend à boire.'

## Politique et administration
| Période                                  | Période  | Identité                                      | Étiquette | Qualité      |
| ---------------------------------------- | -------- | --------------------------------------------- | --------- | ------------ |
| Les données manquantes sont à compléter. |          |                                               |           |              |
| vers 1808                                | 1828     | Louis Hénard                                  |           |              |
| vers 1834                                |          | Pierre Hénard                                 |           |              |
| 1862                                     |          | François Xavier Hénard                        |           |              |
| 1864                                     |          | François David Hénard                         |           |              |
| mars 2001                                | En cours | Bernard Gilson Réélu pour le mandat 2020-2026 |           | Ancien cadre |

## Population et société

### Démographie
L'évolution du nombre d'habitants est connue à travers les recensements de la population effectués dans la commune depuis 1793. Pour les communes de moins de 10 000 habitants, une enquête de recensement portant sur toute la population est réalisée tous les cinq ans, les populations de référence des années intermédiaires étant quant à elles estimées par interpolation ou extrapolation. Pour la commune, le premier recensement exhaustif entrant dans le cadre du nouveau dispositif a été réalisé en 2007.

En 2022, la commune comptait 541 habitants, en évolution de −6,08 % par rapport à 2016 (Meuse : −4,4 %, France hors Mayotte : +2,11 %).
| 1793 | 1800 | 1806 | 1821 | 1831 | 1836 | 1841 | 1846 | 1851 |
| ---- | ---- | ---- | ---- | ---- | ---- | ---- | ---- | ---- |
| 230  | 259  | 275  | 288  | 361  | 415  | 404  | 374  | 398  |

| 1856 | 1861 | 1866 | 1872 | 1876 | 1881 | 1886 | 1891 | 1896 |
| ---- | ---- | ---- | ---- | ---- | ---- | ---- | ---- | ---- |
| 395  | 360  | 364  | 356  | 403  | 357  | 363  | 326  | 456  |

| 1901 | 1906  | 1911  | 1921 | 1926 | 1931 | 1936 | 1946 | 1954 |
| ---- | ----- | ----- | ---- | ---- | ---- | ---- | ---- | ---- |
| 381  | 1 225 | 1 306 | 297  | 257  | 269  | 300  | 245  | 287  |

| 1962 | 1968 | 1975 | 1982 | 1990 | 1999 | 2006 | 2007 | 2012 |
| ---- | ---- | ---- | ---- | ---- | ---- | ---- | ---- | ---- |
| 302  | 268  | 308  | 331  | 448  | 466  | 442  | 436  | 537  |

| 2017 | 2022 | - | - | - | - | - | - | - |
| ---- | ---- | - | - | - | - | - | - | - |
| 572  | 541  | - | - | - | - | - | - | - |

## Culture locale et patrimoine

### Lieux et monuments
- Église Saint-Martin de Belrupt-en-Verdunois, construite en 1832.
- Mémorial d'André Bailly, mort pour la France. Le mémorial se trouve en forêt.
- Mémorial d'Alicia Champlon, adjudante de gendarmerie, assassinée en 2012.

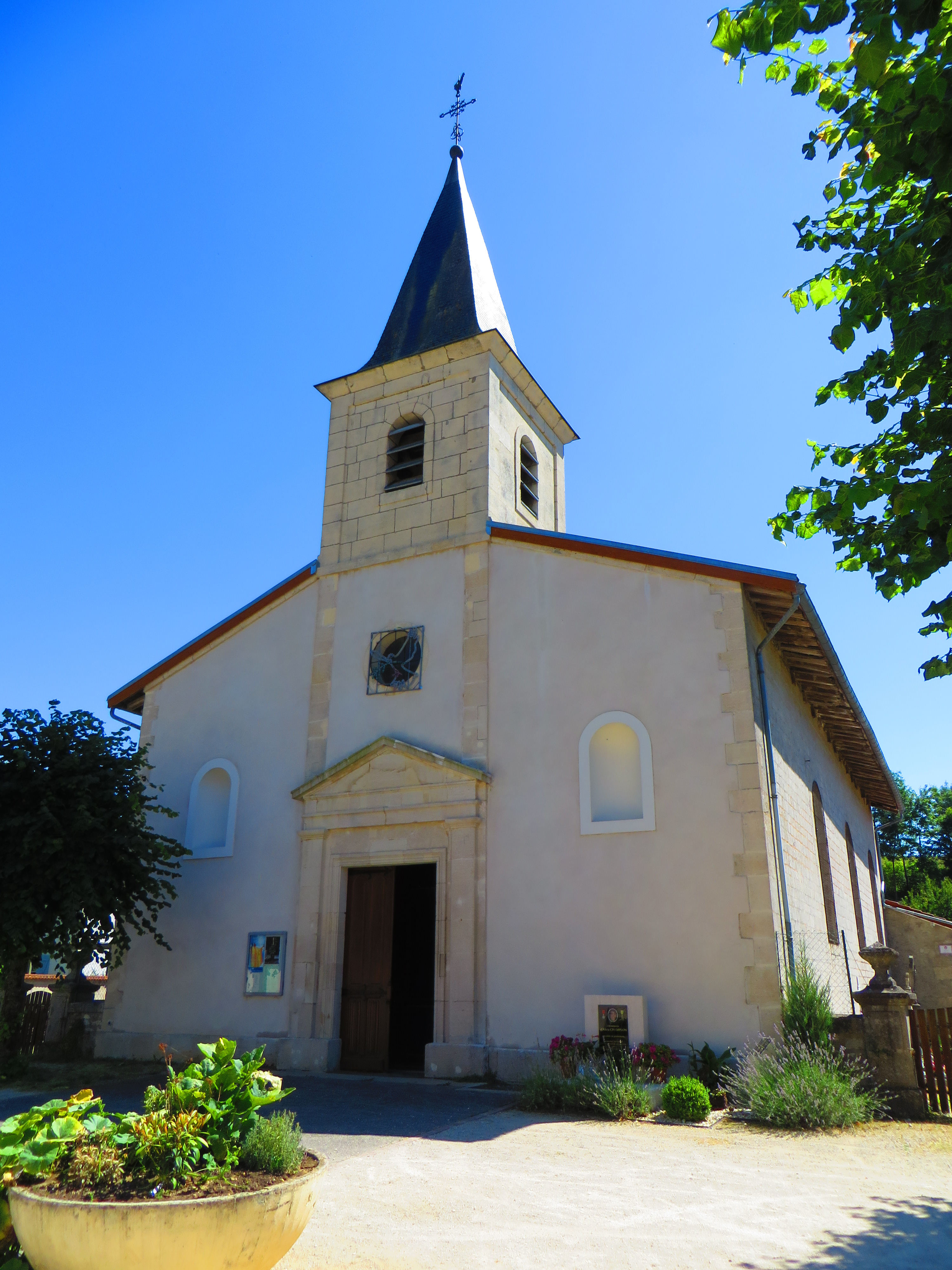
L'église Saint-Martin.
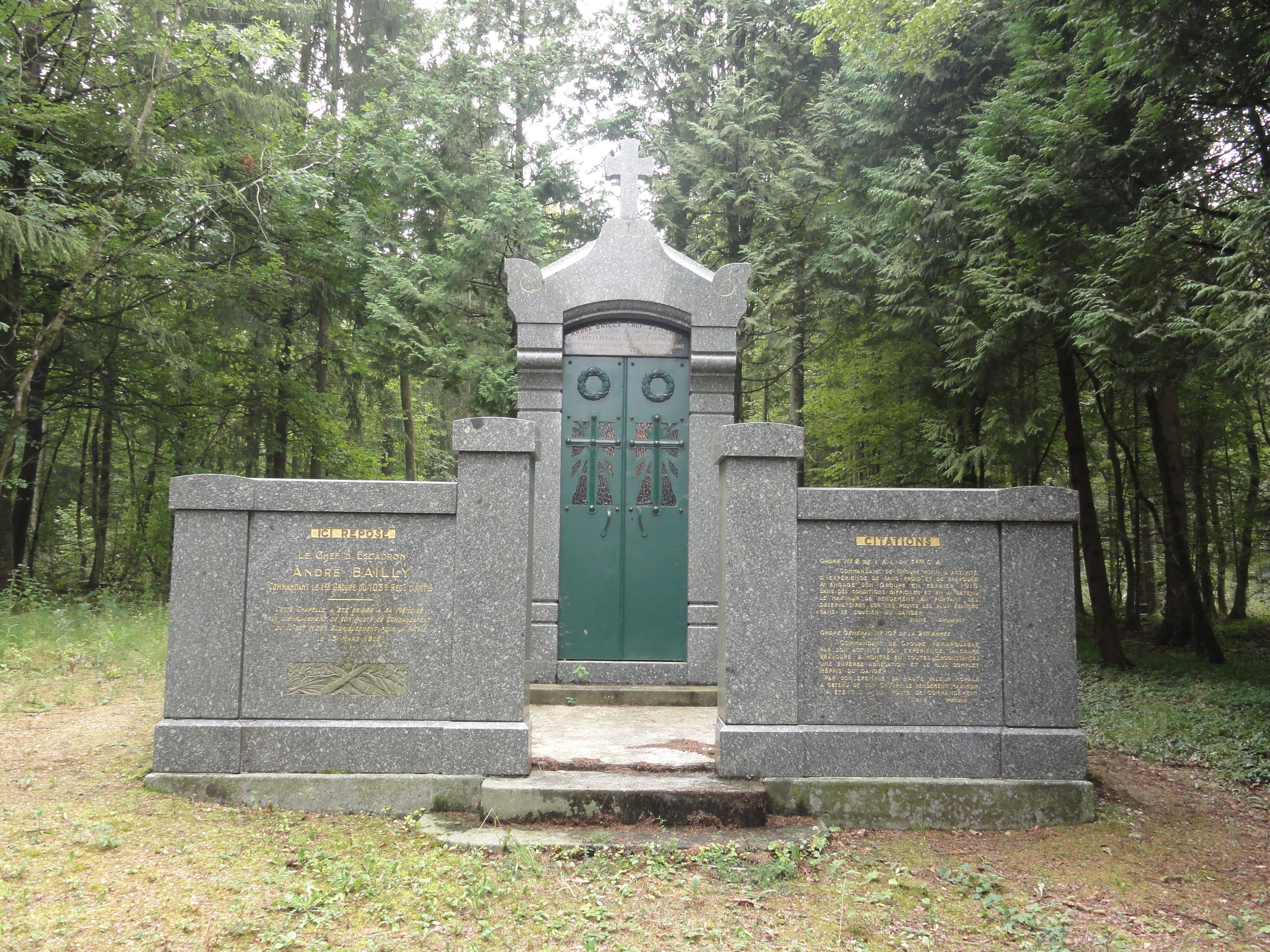
Mémorial d'André Bailly.
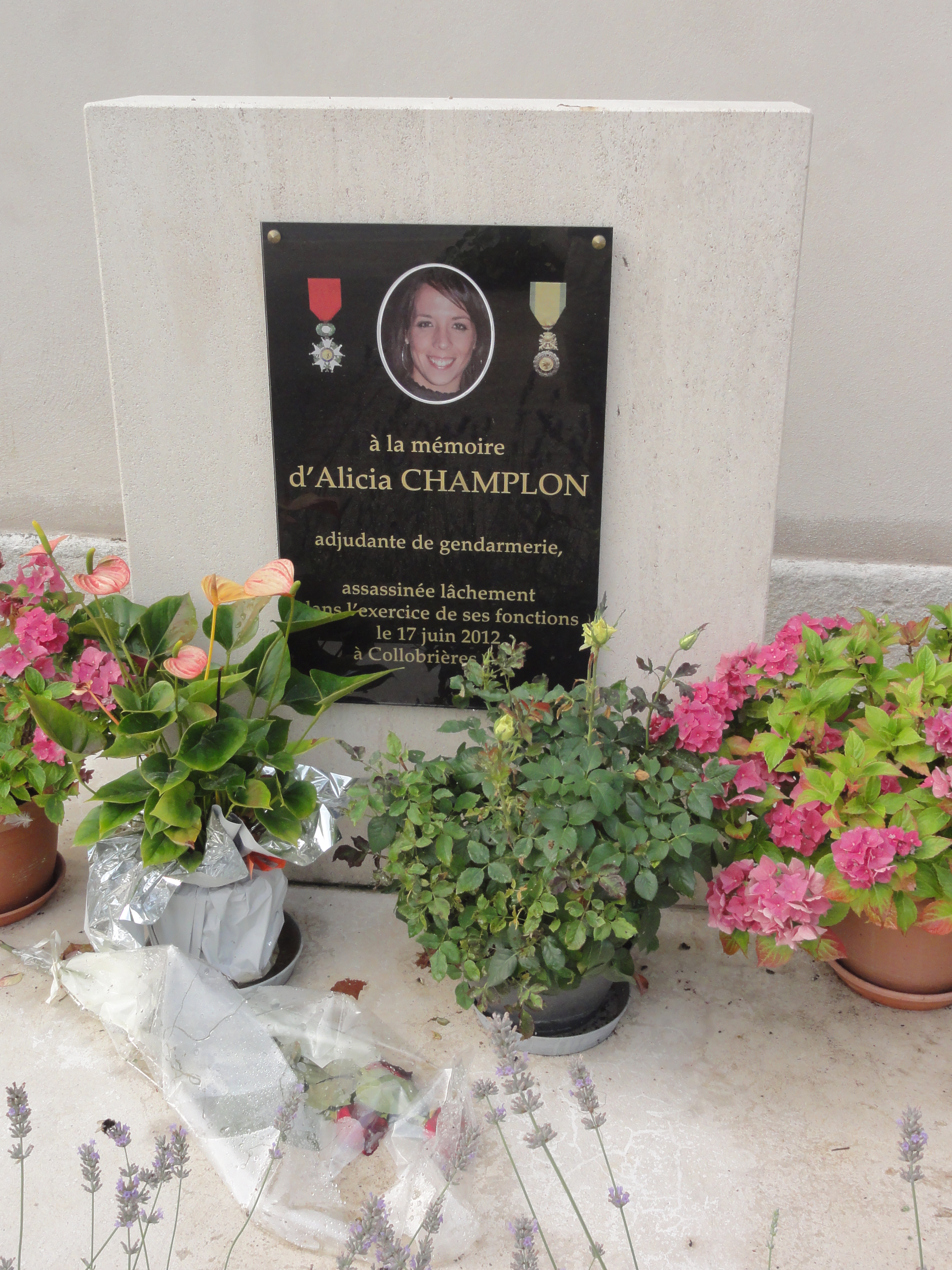
Mémorial d'Alicia Champlon.

### Personnalités liées à la commune
- Joseph Corda (1776 – 1843), général d'Empire.
- Un sportif de haut niveau, Benjamin Petre, habite dans cette commune. Ce jeune homme né le 4 janvier 1990 est champion d'Europe de rugby, avec l'équipe de France des moins de 18 ans de 2008. Il est sous contrat avec le club d'Agen, qui est en Top 14.
- Alicia Champlon, adjudante de gendarmerie assassinée en service à Collobrières en 2012. Elle a été décorée de la Légion d'honneur et de la médaille militaire à titre posthume[22]. Une stèle a été érigée dans le village sur le parvis de l'église[23].